# 把便利店掏空吧
《把便利店掏空吧》（韓語：편의점을 털어라）是由韓國tvN電視台在2017年製作的全新綜藝節目，節目初預計試播3集，由李壽根、尹斗俊（Highlight）及Wendy（Red Velvet）共同主持。而後TVN决定把《把便利店掏空吧》從試播轉為固定節目，并於3月13日起，韓國時間每週一晚上9時40分播出。原主持人Wendy（Red Velvet）離開節目。

本節目是韓國首個以在便利店發掘新食譜為題材的綜藝節目，讓大眾也可以利用便利店買得到的材料做出簡單又好吃的食物。

## 經歷

### 試播成功，轉為正規節目、Wendy從節目下車
2017年2月7日，tvN電視台相關人員表示，由於本節目在試播階段獲得觀眾好評，將會成為正規節目。節目轉為正規後的首次錄製將約在二月末至三月初之間進行，而播出時段亦會變更，目前尚未確定。主持方面，李壽根及尹斗俊將會繼續以MC身份參與節目，但Wendy退出節目的可能性很高。
2017年2月14日，tvN電視台相關人員表示已確定女團Red Velvet成員Wendy將會從本節目下車，而新MC的人選目前並未確定。
2017年2月28日，tvN電視台相關人員表示已確定女團EXID成員慧潾及歌手劉在煥將會合流成為成員。
2017年4月4日，從第四集開始，播出時段變更為周二凌晨12時20分撥出。
2017年5月15日，撥出第一季最後一集，並提早於周一 晚上11時30分撥出，第一季結束，是否製作第二季未定。

## 播放時段
| 播出日期                      | 播出時間（KST）     | 備註     |
| ----------------------------- | ------------------- | -------- |
| 2017年1月13日 - 2017年1月27日 | 每週五 晚上9時20分  | 試播期間 |
| 2017年3月13日 - 2017年3月27日 | 每週一 晚上9時40分  | 正規播放 |
| 2017年4月4日 - 2017年5月15日  | 每週二 凌晨12時20分 | 正規播放 |

## 節目成員

### 現任成員
| 姓名                | 姓名                | 職位   | 演出日期             |
| 主持                | 主持                | 主持   | 主持                 |
| ------------------- | ------------------- | ------ | -------------------- |
| 李壽根              | 李壽根              | CEO    | 2017年3月13日 - 現在 |
| 尹斗俊（Highlight） | 尹斗俊（Highlight） | 副經理 | 2017年3月13日 - 現在 |
| 食譜製作成員        |                     |        |                      |
| 「TOTA三餐」隊      | Tony An（H.O.T.）   | 總經理 | 2017年3月13日 - 現在 |
| 「TOTA三餐」隊      | Kangta（H.O.T.）    | 主管   | 2017年3月13日 - 現在 |
| 「DIN娜真好」隊     | 朴娜勑              | 社長   | 2017年3月13日 - 現在 |
| 「DIN娜真好」隊     | DinDin              | 工讀生 | 2017年3月13日 - 現在 |
| 「在潾男女」隊      | 慧潾（EXID）        | 實習生 | 2017年3月13日 - 現在 |
| 「在潾男女」隊      | 劉在煥              | 實習生 | 2017年3月13日 - 現在 |

DinDin 因為之前約定好的行程，要上同時段的節目(拜託了冰箱)，所以正規節目第三、第四集找人代班
| 代班 DinDin 嘉賓 | 代班 DinDin 嘉賓 | 代班 DinDin 嘉賓 |
| 集數             | 播出日期         | 代班嘉賓         |
| ---------------- | ---------------- | ---------------- |
| 正規3            | 2017年3月27日    | Sleepy           |
| 正規4            | 2017年4月4日     | 孫東雲           |

### 試播期間
| 姓名                | 姓名                | 職位     | 演出日期                     |
| 主持                | 主持                | 主持     | 主持                         |
| ------------------- | ------------------- | -------- | ---------------------------- |
| 李秀根              | 李秀根              | CEO      | 2017年1月13日－2017年1月27日 |
| 尹斗俊（Highlight） | 尹斗俊（Highlight） | 副經理   | 2017年1月13日－2017年1月27日 |
| Wendy（Red Velvet） | Wendy（Red Velvet） | 兼職員工 | 2017年1月13日－2017年1月27日 |
| 食譜製作成員        |                     |          |                              |
| 「TOTA三餐」隊      | Tony An（H.O.T.）   | 總經理   | 2017年1月13日－2017年1月27日 |
| 「TOTA三餐」隊      | Kangta（H.O.T.）    | 主管     | 2017年1月13日－2017年1月27日 |
| 「DIN娜真好」隊     | 朴娜勑              | 社長     | 2017年1月13日－2017年1月27日 |
| 「DIN娜真好」隊     | DinDin              | 工讀生   | 2017年1月13日－2017年1月27日 |

## 賽制
來賓可在便利店（實際營業）免費購物，但只能限制一個小購物籃的分量，而且也只能用便利店內的微波爐和小電鍋煮食 (朴娜勑多數會自備小電器，但往往逃過犯規嫌疑)。兩隊分別在二十分鐘內完成前菜（上半場）和主菜（下半場），由該集嘉賓試食並投票決定贏家。每半場贏家可獲得金籃子，讓他們在錄影完畢後購物（由製作組付費）。

## 節目列表

### 2017年
| 集數   | 播出日期 | 主題               | 嘉賓                                               |
| ------ | -------- | ------------------ | -------------------------------------------------- |
| 試播1  | 1月13日  | －                 | 金度均、Highlight（起光、東雲）                    |
| 試播2  | 1月20日  | 減肥食譜           | Red Velvet（Irene、Joy、Yeri）                     |
| 試播3  | 1月27日  | 春節美食           | 梁世燦、梁世炯、張度練                             |
| 正規1  | 3月13日  | 情人節甜點         | 金度均、閔振雄                                     |
| 正規2  | 3月20日  | 下酒菜             | Narsha、鄭珍雲、曹璐（FIESTAR）                    |
| 正規3  | 3月27日  | 解酒料理           | 李水京、曹惠晶、Jota                               |
| 正規4  | 4月4日   | 炒年糕             | 洪錫天、金藝元、路雲（SF9）                        |
| 正規5  | 4月11日  | 泡麵               | 趙權、尹博、張姬領                                 |
| 正規6  | 4月18日  | 炸弹卡路里料理     | 李智慧、徐信愛、Sam Hammington                     |
| 正規7  | 4月25日  | 剩下的外賣料理     | Hani（EXID）、Benji（B.I.G）、崔民勇               |
| 正規8  | 5月2日   | 讓媽媽驚訝的便掏食 | 高明淑（朴娜勑媽媽）、金盼萊（DinDin媽媽）、吳世得 |
| 正規9  | 5月9日   | 外國小吃           | 盧士燕、康男、彩娟（DIA）                          |
| 正規10 | 5月15日  | SNS話題美食        | 李連福、崔賢錫、BANZZ （大田人，YouTube吃播客）    |

## 收视率
| 集數  | 播放日期 | TNmS 收視 | AGB 收視 |
| ----- | -------- | --------- | -------- |
| 試播1 | 1月13日  | 4.232%    | 3.227%   |
| 試播2 | 1月20日  | 3.366%    | 2.012%   |
| 試播3 | 1月27日  | 1.598%    |          |
| 1     | 3月13日  |           |          |
| 2     | 3月20日  |           |          |
| 3     | 3月27日  | 0.8%      | 0.6%     |
| 4     | 4月4日   | 0.8%      | 0.7%     |
| 5     | 4月11日  |           |          |
| 6     | 4月18日  | 0.9%      | 1.0%     |
| 7     | 4月25日  | 0.7%      | 0.6%     |
| 8     | 5月2日   |           |          |
| 9     | 5月9日   |           |          |
| 10    | 5月15日  |           |          |

## 外部連結
- tvN《把便利店掏空吧》官方網站 （页面存档备份，存于）
- Daum上《把便利店掏空吧》的資料